# Estación de Vale da Rosa
La Estación Ferroviária de Vale da Rosa, también conocida como Estación de Vale da Rosa, es una plataforma de la Línea del Sur, que se sitúa en el ayuntamiento de Setúbal, en Portugal.

## Descripción

### Vías y plataformas
En enero de 2011, tenía tres vías de circulación, con 593, 628 y 36 metros de longitud, que no presentaban ninguna clase de plataformas.